# Alfred Pellicer Muñoz
Alfred Pellicer Muñoz OFM, (hiszp.) Alfredo Pellicer Muñoz (10 kwietnia 1914 w Bellreguart, zm. 4 października 1936 pod Gandią) – hiszpański błogosławiony Kościoła katolickiego, męczennik, brat zakonny z zakonu franciszkanów, ofiara prześladowań antykatolickich okresu hiszpańskiej wojny domowej.

## Życiorys
Na chrzcie otrzymał imię Jaime. Wychowywany w rodzinie o zakorzenionych tradycjach chrześcijańskich podjął naukę w szkole franciszkańskiej w Benisie. Wstąpił do zakonu 25 sierpnia 1930 r. w klasztorze w Gilet przyjmując imię zakonne Alfred i 4 lipca 1936r. złożył tam profesję zakonną. Studia teologiczno - filozoficzne, które podjął w seminarium duchownym w Onteniente przerwał po wybuchu wojny domowej w Hiszpanii. Przed prześladowaniami schronił się w rodzinnym domu i tam 4 października został aresztowany przez milicję w trakcie odmawiania modlitwy różańcowej. Gdy odrzucił propozycję wyrzeczenia się wiary rozstrzelany został tego samego dnia o godzinie trzeciej po południu pod miejscowością Gandia. O śmierci za wiarę mówił do matki:

Mamo, czy wiesz, jakie to chwalebne być męczennikiem? Myślę, że to jest mój los i będzie to moją największą radością.

Alfreda Pellicer Muñoza pochowano na cmentarzu w Gandii, a po zakończeniu wojny relikwie przeniesiono na cmentarz w Bellreguart. Translacji do kościoła parafialnego dokonano przed beatyfikacją.
Proces informacyjny odbył się w Walencji w latach 1966-1969. Beatyfikowany przez papieża Jana Pawła II w Watykanie 11 marca 2001 roku w grupie Józefa Aparicio Sanza i 232 towarzyszy, pierwszych wyniesionych na ołtarze Kościoła katolickiego w trzecim tysiącleciu.
Wspomnienie liturgiczne obchodzone jest przez katolików w dies natalis (4 października), a także w grupie męczenników 22 września.